# Alligatorsalamander
Der Alligatorsalamander (Aneides lugubris) ist ein Schwanzlurch aus der artenreichen Familie der Lungenlosen Salamander (Plethodontidae).

## Merkmale
An der Oberseite hat der gedrungen wirkende Alligatorsalamander eine dunkelbraune Färbung, die mit kleinen, gelblich hellen Flecken durchsetzt ist. Er soll seine Farbe auch wechseln können. Die Bauchseite ist weißlich. Die Art wird 15 bis 19 Zentimeter lang. Der Kopf ist – besonders beim Männchen – recht kräftig gebaut, was durch die gut entwickelte Schläfenmuskulatur betont wird. Der Rumpf weist 15 Seitenfurchen auf.

## Vorkommen
Dieser Salamander bewohnt Eichen- und Kiefernwälder in einem schmalen Streifen an der Westküste der USA südlich bis in den Norden der mexikanischen Halbinsel Niederkalifornien sowie auf einigen vorgelagerten Pazifikinseln. Er lebt vor allem im Falllaub und unter Totholz am Boden, ist aber auch gesellig in Baumhöhlen anzutreffen. Selbst in 18 Metern Höhe wurde der Alligatorsalamander schon kletternd beobachtet. In Trockenphasen ziehen sich die Tiere in Höhlen und Minenschächte zurück.

## Fortpflanzung
Im späten Frühling oder Frühsommer legt das Weibchen 5 bis 24 Eier in eine Erd- oder Baumhöhle und bewacht sie. Es wurden Gelege in neun Metern Höhe in Eichen gefunden. Nach drei bis vier Monaten schlüpfen die fertigen Salamander. Es findet also kein Larvenstadium im Wasser statt.

## Verhalten
Werden Alligatorsalamander angefasst, können sie heftig zubeißen. Die Tiere geben ein quiekendes, mausähnliches Geräusch von sich.

## Bestand
Die Art ist nicht akut gefährdet, doch geht der Bestand zurück.